# Buitinga ruwenzori
Buitinga ruwenzori là một loài nhện trong họ Pholcidae. Loài này được phát hiện ở Congo và Oeganda.